# Makariwka (obwód chersoński)
Makariwka (ukr. Макарівка) – wieś na Ukrainie, w obwodzie chersońskim, w rejonie skadowskim. W 2001 liczyła 525 mieszkańców, spośród których 487 posługiwało się językiem ukraińskim, 36 rosyjskim, 1 mołdawskim, a 1 innym.